# Robert Spreng
Robert Spreng (* 7. April 1890 in Säckingen; † 15. Januar 1969 in Basel; heimatberechtigt in Reiden) war ein Schweizer Fotograf.

## Biografie
Robert Spreng wuchs in Kleinbasel als Sohn des grossherzoglich-badischen Hoffotografen Robert Spreng und der Emiliane Gerspach auf. Er besuchte dort die Gewerbeschule. Danach ging er bei seinem Vater in die Lehre. Von 1906 bis 1912 führten ihn seine Lehr- und Wanderjahre nach Paris und München. Neben der Fotografie absolvierte er zudem eine Ausbildung als Maler in München. 
Von 1913 bis 1967 führte er in Basel ein Atelier für Porträt-, Mode-, Architektur- und Industriefotografie. Spreng war ein Vertreter der Neuen Sachlichkeit und ein bedeutender Reproduktionsfotograf. Er gestaltete Bildbände über Konrad Witz, Niklaus Manuel, Urs Graf den Älteren und Ferdinand Hodler. Er war einer der Hausfotografen der Basler Kunsthalle. 1926 drehte er den ersten Schweizer Farbfilm Schweizerische Alpenposten.
1922 heiratete er Helene Thekla Kopp; die Ehe wurde 1928 wieder geschieden. 1967 löste Spreng sein Atelier auf und vernichtete sämtliche Glasplatten und Negative. Zuletzt war er in einem Haus an der Schützenmattstrasse 46 wohnhaft, welches ihm selbst gehörte. Seine Kunstsammlung, bestehend aus 160 Werken zeitgenössischer Künstler (Ölgemälde, Aquarelle, Collagen, Zeichnungen, Glasmalereien und Plastiken), vermachte er 1969 testamentarisch seiner Heimatgemeinde Reiden.